# Huperzia tetrastichoides
Huperzia tetrastichoides är en lummerväxtart som beskrevs av A. R.Field och Bostock. Huperzia tetrastichoides ingår i släktet lopplumrar, och familjen lummerväxter. Inga underarter finns listade i Catalogue of Life.